# XII. izborna jedinica za izbor zastupnika u Hrvatski sabor
XII. izborna jedinica za izbor zastupnika Hrvatski sabor izborna je jedinica u Republici Hrvatskoj.
Definirana je Zakonom o izbornim jedinicama za izbor zastupnika u Zastupnički dom Hrvatskoga državnog sabora od 29. listopada 1999. godine, člankom 13. Odluku o proglašenju donio je predsjednik Republike Hrvatske dr Franjo Tuđman 3. studenoga 1999. godine. Potpisnik zakona koji je donio Zastupnički dom Hrvatskoga državnog sabora je predsjednik Zastupničkog doma Vlatko Pavletić.
Ovo je zasebna izborna jedinica za pripadnike autohtonih nacionalnih manjina u Republici Hrvatskoj. Biraju svoje zastupnike u Zastupnički dom Hrvatskoga državnog sabora u jednoj izbornoj jedinici koju čini cjelokupno područje Republike Hrvatske:
- Pripadnici srpske nacionalne manjine biraju tri zastupnika u Sabor.
- Pripadnici mađarske nacionalne manjine biraju jednog zastupnika u Sabor.
- Pripadnici talijanske nacionalne manjine biraju jednog zastupnika u Sabor.
- Pripadnici češke i slovačke nacionalne manjine biraju zajedno jednog zastupnika u Sabor.
- Pripadnici austrijske, bugarske, njemačke, poljske, romske, rumunjske, rusinske, ruske, turske, ukrajinske, vlaške i židovske nacionalne manjine biraju zajedno jednog zastupnika u Sabor.
- Pripadnici albanske, bošnjačke, crnogorske, makedonske i slovenske nacionalne manjine biraju zajedno jednog zastupnika u Sabor.[1]